# Distrikt Quehue
Der Distrikt Quehue liegt in der Provinz Canas in der Region Cusco in Südzentral-Peru. Der Distrikt wurde am 17. November 1917 gegründet. Er besitzt eine Fläche von 149 km². Beim Zensus 2017 wurden 2660 Einwohner gezählt. Im Jahr 1993 lag die Einwohnerzahl bei 3260, im Jahr 2007 bei 2778. Sitz der Distriktverwaltung ist die am südöstlichen Seeufer der Laguna Pampamarca auf einer Höhe von 3792 m gelegene Ortschaft Quehue (auch Qquehue) mit 377 Einwohnern (Stand 2017). Quehue liegt 18 km südsüdwestlich der Provinzhauptstadt Yanaoca. 3 km westlich von Quehue überspannt die Hängebrücke Q’iswachaka den Río Apurímac.

## Geographische Lage
Der Distrikt Quehue liegt im Andenhochland im Westen der Provinz Canas. Der Río Apurímac durchquert den Südteil des Distrikts in nördlicher Richtung und bildet anschließend die östliche Distriktgrenze.
Der Distrikt Quehue grenzt im Süden an den Distrikt Checca, im Westen an den Distrikt Livitaca (Provinz Chumbivilcas), im Nordosten an den Distrikt Yanaoca sowie im Südosten an den Distrikt Langui.